# Contopus fumigatus
A Contopus fumigatus a madarak (Aves) osztályának verébalakúak (Passeriformes) rendjébe és a királygébicsfélék (Tyrannidae) családjába tartozó faj.

## Rendszerezése
A fajt Alcide d’Orbigny és Frédéric de Lafresnaye írták le 1837-ben, a Tyrannus nembe Tyrannus fumigatus néven.

## Alfajai
- Contopus fumigatus ardosiacus (Lafresnaye, 1844)
- Contopus fumigatus brachyrhynchus Cabanis, 1883
- Contopus fumigatus cineraceus (Lafresnaye, 1848)
- Contopus fumigatus duidae (Chapman, 1929)
- Contopus fumigatus fumigatus (Orbigny & Lafresnaye, 1837)
- Contopus fumigatus zarumae (Chapman, 1924)[2]

## Előfordulása
Argentína, Bolívia, Brazília, Ecuador, Guyana, Kolumbia, Peru és Venezuela területén honos. Természetes élőhelyei a szubtrópusi és trópusi síkvidéki és hegyi esőerdők. Állandó, nem vonuló faj.

## Megjelenése
Testhossza 17 centiméter, testtömege 18,2 gramm.

## Életmódja
Rovarokkal táplálkozik.

## Természetvédelmi helyzete
Az elterjedési területe rendkívül nagy, egyedszáma pedig stabil. A Természetvédelmi Világszövetség Vörös listáján nem fenyegetett fajként szerepel.